# Ol'ga Fateeva
Ol'ga Aleksandrovna Fateeva (in russo Ольга Александровна Фатеева?; Ekaterinburg, 4 maggio 1984) è un'ex pallavolista russa.
Giovaca nel ruolo di schiacciatrice e opposto.

## Carriera
L'esordio nella pallavolo professionistica di Ol'ga Fateeva avviene nel 2000 entrando a far parte del Volejbol'nyj klub Uraločka, dove resta per due stagioni vincendo altrettanti campionati. Nel 2002 è allo Ženskij volejbol'nyj klub Dinamo Moskva: nonostante non ottiene successi a livello di club, è questo il periodo in cui viene convocata per la prima volta nella nazionale russa, con la quale vince una medaglia d'argento al World Grand Prix 2003.
Nel 2004 viene ingaggiata dal Volejbol'nyj klub Zareč'e Odincovo, dove resta per sei stagioni. È questo un periodo molto prolifico di vittorie per la giocatrice: vince infatti due scudetti e quattro Coppe di Russia consecutive dal 2005 al 2008. Con la nazionale partecipa a tornei minori oppure è spesso in panchina come sostituta di Ekaterina Gamova: vince due medaglie di bronzo al campionato europeo 2005 e 2007. Nel 2010 vince la medaglia d'oro al campionato mondiale.
Nella stagione 2010-11 passa alla Pallavolo Sirio Perugia, nella serie A1 italiana, ma a metà annata viene ceduta al Trefl Piłka Siatkowa di Sopot. Nella stagione 2011-12 ritorna in patria nella ŽVK Dinamo Krasnodar, mentre nella stagione 2012-13 si trasferisce nel Volejbol'nyj klub Omička.
Nell'annata 2014-15 torna nuovamente alla Dinamo Mosca: al termine del campionato annuncia il suo ritiro dall'attività agonistica.

## Palmarès

### Club
- Campionato russo: 4

2000-01, 2001-02, 2007-08, 2009-10
- Coppa di Russia: 4

2004, 2005, 2006, 2007

### Nazionale (competizioni minori)
- Trofeo Valle d'Aosta 2008